# Karl-Marx-Denkmal (Dresden)

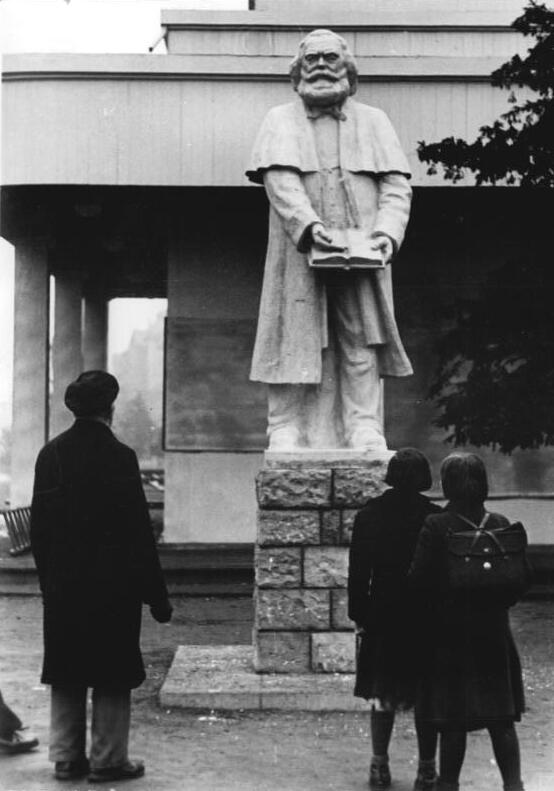
Karl-Marx-Denkmal in Dresden, März 1953

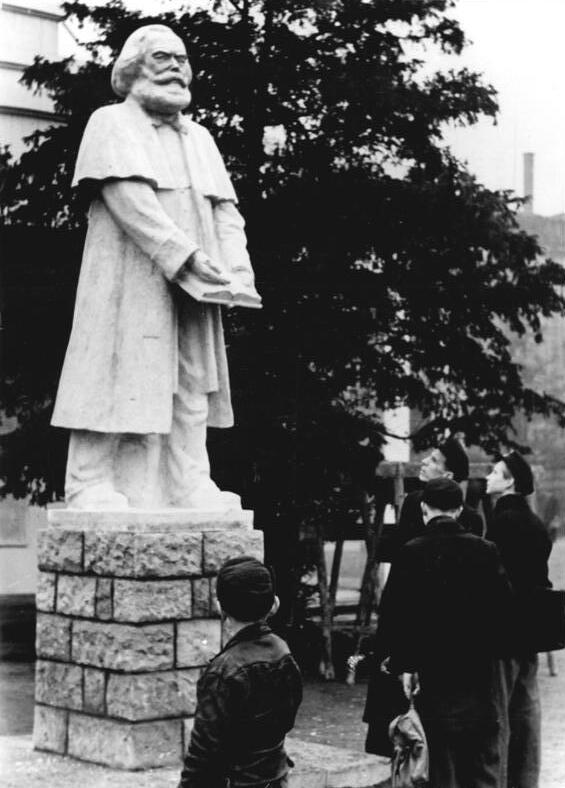
Seitenansicht, 1953

Das Karl-Marx-Denkmal in Dresden war ein im Jahr 1953 zum Andenken an Karl Marx geschaffenes Denkmal. Es stand kurze Zeit auf dem Platz der Einheit (heute Albertplatz) neben dem Eingang des Pavillons der Deutsch-Sowjetischen Freundschaft (DSF) am Beginn der Bautzener Straße.

## Geschichte
Auf einem erhöhten, gemauerten Steinsockel stand die über zwei Meter hohe Statue von Karl Marx, die vom ortsansässigen Künstler Otto Rost geschaffen wurde. Das Denkmal zeigte Karl Marx mit offenem Mantel. In der linken Hand hielt er ein aufgeschlagenes Buch, das sein wichtigstes Werk, Das Kapital, darstellen sollte. Auf dieses Buch zeigte seine halbgeöffnete rechte Hand. Der Sockel des Denkmals trug keine In- oder Aufschriften.
Die Errichtung des Karl-Marx-Denkmals in Dresden wurde von der dortigen Bezirksleitung der Sozialistischen Einheitspartei Deutschlands aus Anlass des 70. Todestages von Karl Marx in Auftrag gegeben. Am 14. März 1953 fand die feierliche Enthüllung des Denkmals statt. Die Weihe des Denkmals stand in Zusammenhang mit einer Ausstellung über Leben und Werk von Karl Marx, die im angrenzenden Pavillon der Deutsch-Sowjetischen-Freundschaft mehrere Monate öffentlich präsentiert worden war.
Schon kurze Zeit nach der Weihe des Denkmals häuften sich kritische Stimmen über die Darstellungsweise der Statue von Karl Marx. Otto Rost hatte Karl Marx in natürlichen Proportionen und nur etwas größer als dessen normale Körpermaße dargestellt, wodurch die Statue relativ klein und gedrungen wirkte. Der dargestellte Karl Marx wurde daher gelegentlich als „Wurzelzwerg“ und mit ähnlichen Bezeichnungen verspottet und verunglimpft. Daher wurde das Denkmal kurze Zeit darauf, spätestens im Zuge des Abrisses des Pavillons der DSF, entfernt und wahrscheinlich zerstört.

## Besonderheit
Das Karl-Marx-Denkmal von 1953 war das erste Denkmal dieser Art in der Deutschen Demokratischen Republik. Nach der Beseitigung des Denkmals in Dresden war das Karl-Marx-Denkmal in Wernigerode das älteste noch existierende Karl-Marx-Denkmal in der DDR.